# 第27届中国金鸡百花电影节
第27届中国金鸡百花电影节暨第34届大众电影百花奖于2018年11月7日至11月10日在中国广东佛山举行。